# Esther García
Esther García Rodríguez (Cedillo de la Torre, 20 luglio 1956) è una produttrice cinematografica spagnola.

## Biografia
Nativa della provincia di Segovia, quando ha lei sette anni la sua famiglia si trasferisce a Madrid. Comincia a lavorare nel cinema negli anni settanta, all'età di 19 anni, come segretaria di produzione.
Entra a far parte della casa di produzione di Pedro Almodóvar, El Deseo, nel 1986 come direttrice di produzione, diventandone poi una delle figure-chiave. A partire da Volver (2006), è la produttrice dei film di Almodóvar assieme a suo fratello Agustín. Spesso compare anche in dei cameo nei film da lei prodotti, soprattutto come una secondina incinta in Parla con lei, una presentatrice in Azione mutante di Álex de la Iglesia e una cliente del salone di bellezza ne La mia vita senza me di Isabel Coixet.

## Filmografia

### Produttrice
- La mia vita senza me (My Life Without Me), regia di Isabel Coixet (2003)
- La mala educación, regia di Pedro Almodóvar (2004) - prod. esecutiva
- La niña santa - La piccola santa (La niña santa), regia di Lucrecia Martel (2004) - prod. esecutiva
- La vita segreta delle parole (The Secret Life of Words), regia di Isabel Coixet (2005)
- Volver - Tornare (Volver), regia di Pedro Almodóvar (2006)
- La mujer sin cabeza, regia di Lucrecia Martel (2008)
- Gli abbracci spezzati (Los abrazos rotos), regia di Pedro Almodóvar (2009)
- José e Pilar (José y Pilar), regia di Miguel Mendes (2010)
- La pelle che abito (La piel que habito), regia di Pedro Almodóvar (2011)
- Gli amanti passeggeri (Los amantes pasajeros), regia di Pedro Almodóvar (2013)
- Storie pazzesche (Relatos salvajes), regia di Damián Szifrón (2014)
- Il clan (El clan), regia di Pablo Trapero (2015)
- Julieta, regia di Pedro Almodóvar (2016)
- Zama, regia di Lucrecia Martel (2017)
- L'angelo del crimine (El ángel), regia di Luis Ortega (2018)
- Dolor y gloria, regia di Pedro Almodóvar (2019)
- The Human Voice, regia di Pedro Almodóvar – cortometraggio (2020)
- Madres paralelas, regia di Pedro Almodóvar (2021)
- Strange Way of Life, regia di Pedro Almodóvar – cortometraggio (2023)
- La stanza accanto (The Room Next Door), regia di Pedro Almodóvar (2024)
- Sirât, regia di Óliver Laxe (2025)

### Direttrice di produzione
- La legge del desiderio (La ley del deseo), regia di Pedro Almodóvar (1987)
- Donne sull'orlo di una crisi di nervi (Mujeres al borde de un ataque de nervios), regia di Pedro Almodóvar (1988)
- Légami! (¡Átame!), regia di Pedro Almodóvar (1989)
- Tacchi a spillo (Tacones lejanos), regia di Pedro Almodóvar (1991)
- Azione mutante (Acción mutante), regia di Álex de la Iglesia (1993)
- Kika - Un corpo in prestito (Kika), regia di Pedro Almodóvar (1993)
- Il fiore del mio segreto (La flor de mi secreto), regia di Pedro Almodóvar (1995)
- Carne trémula, regia di Pedro Almodóvar (1997)
- Tutto su mia madre (Todo sobre mi madre), regia di Pedro Almodóvar (1999)
- La spina del diavolo (El espinazo del diablo), regia di Guillermo del Toro (2001)
- Parla con lei (Hable con ella), regia di Pedro Almodóvar (2002)
- Storie pazzesche (Relatos salvajes), regia di Damián Szifrón (2014)

## Riconoscimenti
- Premio Goya
  - 1989 – Candidatura alla miglior produzione per Donne sull'orlo di una crisi di nervi
  - 1991 – Candidatura alla miglior produzione per Légami!
  - 1993 – Miglior produzione per Azione mutante
  - 1994 – Candidatura alla miglior produzione per Kika - Un corpo in prestito
  - 2000 – Miglior produzione per Tutto su mia madre
  - 2005 – Candidatura alla miglior produzione per La mala educación
  - 2006 – Miglior produzione per La vita segreta delle parole
  - 2015 – Candidatura alla miglior produzione per Storie pazzesche